# Trasformatore flyback

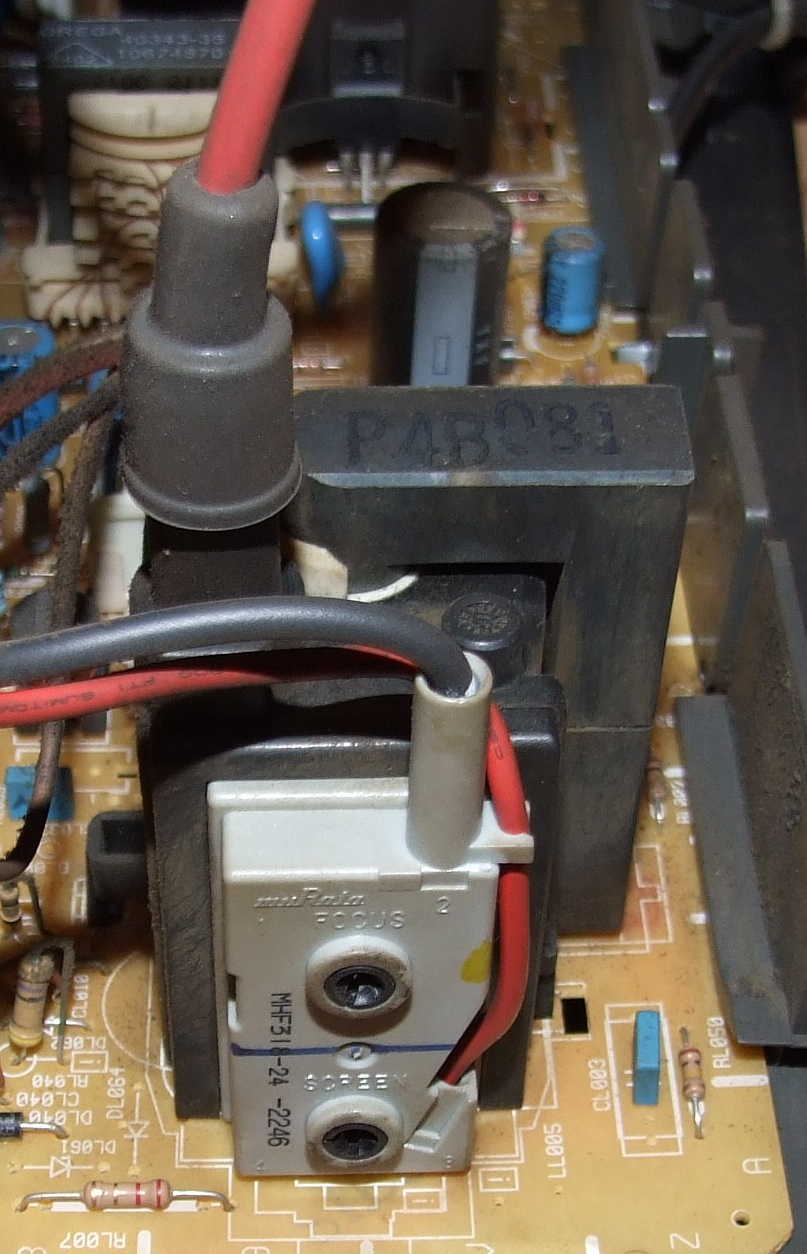
Trasformatore flyback

Un trasformatore ad accumulo invertitore o flyback (a ritorno), noto come FBT (dall'inglese FlyBack Transformer) e anche chiamato trasformatore di riga o line output transformer (LOPT), è uno speciale trasformatore usato come elevatore di tensione.

## Descrizione
È stato progettato inizialmente per generare la tensione anodica che serve per accelerare gli elettroni nel tubo a raggi catodici (CRT, dall'inglese Cathode Ray Tube) dei televisori tradizionali prima dell'avvento degli LCD.
Di norma è collegato ad un diodo ad alta tensione che serve per rettificare la corrente e inviarla all'anodo del tubo a raggi catodici per l'accelerazione degli elettroni emessi dal catodo o cannone elettronico. È detto trasformatore di riga perché originariamente il circuito primario del trasformatore veniva alimentato con la stessa corrente che serviva per la deflessione orizzontale, per comodità.
Questo fa sì che la frequenza di lavoro di detto trasformatore sia la stessa della deflessione orizzontale ovvero circa 15 kiloHertz, più precisamente 15.625 kHz per i sistemi PAL (50 semiquadri o 25 quadri per 625 linee), 15.734 kHz per quelli NTSC, nei sistemi CRT monitor per PC la frequenza è ad ampio spettro e generalmente va da 30 kHz a 150 kHz.
La tensione di uscita di detto trasformatore varia da modello a modello (di televisione) ed e compresa fra 6 500 e 50 000 volt.